# Dunedin Sound
Der Dunedin Sound ist eine Stilrichtung des Indie-Rock, der in den 1980er Jahren in der neuseeländischen Stadt Dunedin entwickelt wurde. Der Dunedin Sound lässt sich beschreiben als ein gitarrenorientierter Jangle-Pop im LoFi-Sound mit zurückgenommenen Bassläufen und einfachem Schlagzeugspiel. Weltweit verbreitet wurde der Dunedin Sound in den 1980er Jahren durch das neuseeländische Label Flying Nun Records und fand dabei seine Anhänger hauptsächlich in der nordamerikanischen und westeuropäischen Indie-Szene. Die bekanntesten Bands des Dunedin Sound sind The Enemy, The Clean, The Chills, The Verlaines, Sneaky Feelings and Straitjacket Fits sowie die The Bats und die Tall Dwarfs.